# El capote
El capote (en ruso: Шинель, Shinel) es un cuento de Nikolái Gógol escrito entre 1839 y 1841, y publicado en 1842. El relato, incluido en el libro Historias de San Petersburgo, presenta la historia de Akaki Akákievich Bashmachkin, un funcionario de San Petersburgo que trabaja como copista en los escalafones más bajos de la administración rusa. Pese a su humilde condición, debe gastar todos sus ahorros en encargar un nuevo capote para protegerse del duro invierno petersburgués. El argumento de la obra está basado en una noticia que Gógol leyó sobre un pobre oficinista que, después de un largo ahorro, compró un rifle y lo perdió en unos juncos cuando salió a cazar.
La obra cosechó un gran éxito crítico y ejerció una importante influencia en la literatura posterior, como en el modernismo de Herman Melville y Franz Kafkao en Fiódor Dostoievski, quien citó exclusivamente a Akaki Akákievich y su problema en su primera novela, Pobre gente. Vladímir Nabókov consideró El capote como la única obra "sin grietas" de la historia de la literatura junto a La metamorfosis de Kafka.
El diplomático y hombre de letras francés Eugène-Melchior de Vogüé (1848-1910), quien en varias de sus obras analizó y popularizó la literatura rusa, en un artículo publicado en la revista Revue des deux mondes, 1885, N.º 1 (en 1886 incorporado al libro La novela rusa), escribió que los escritores rusos consideraban que «Nous sommes tous sortis du Manteau de Gogol» ("Todos hemos salido de El capote de Gógol"). Esta célebre frase algunas veces equivocadamente se atribuye a Fiódor Dostoievski.

## Traducciones
Su traducción más reciente al español fue publicada en 2024 por el Fondo Editorial Universidad de Sonora, la cual estuvo a cargo de la traductora mexicana María del Mar Gámiz.